# Alejandro Michetti
Alejandro Michetti ( Calabria, Italia ( 1 de enero de 1896 - 8 de febrero de 1948 ) fue un flautista, baterista y compositor que desarrolló su actividad en Argentina. Especialmente en el género del tango.

## Actividad profesional
Fue traído por su familia a vivir en Argentina cuando tenía 3 años. En 1907 ya estudiaba música en el Conservatorio Weber y dos años después trabajaba en los cines –era la época de las películas sin sonido- como flautista.
En el primer conjunto que integró estaba acompañado por una pianistay un violinista y también trabajó en el Teatro Nacional con Guillermo Battaglia. Pasó por la orquesta de Alpidio Fernández, en el sótano Sol de Mayo, ubicado en la avenida Entre Ríos, un conjunto que ejecutaba fragmentos de óperas y, esporádicamente, algún tango. Fue el director quien lo presentó a Roberto Firpo, que ya lo había oído tocar, y Firpo le propuso que trabajara en su orquesta, pero sus padres se opusieron rotundamente por considerar –al igual que otras personas de la época- que era indecoroso integrar una orquesta típica; sin embargo, cuando un hermano de Alejandro se suicidó, sus padres se asustaron de que lo imitara y aceptaron que actuara como flautista de Firpo. Allí estuvo durante 1915 y 1916, se  fue después con Juan Maglio (Pacho) en una exitosa gira por Uruguay y al volver retornó con Firpo y se quedó diez años a su lado.
Más adelante integró la Orquesta Royal a cargo de la batería y la flauta con Juan Carlos Bazán en clarinete, Roberto Goyheneche en piano, David Barberisy Juan Deambroggio, en bandoneón  y Emilio De Caro y Pedro Gagliano en violín. La orquesta actuó en las clásicas escenas de cabaré de las obras teatrales con la Compañía Vittone-Pomar e intervino en la representación en el Teatro Apolo por Pepe y César Ratti de la obra El Bailarín del Cabaret, donde estrenaron el tango Patotero sentimental, con música de Manuel Jovés y letra de Manuel Romero y en 1921 viajó  al Perú con la de Arata-Simari-Franco, junto a la cancionista española Teresita Zazá. Después de retornar al país, la Orquesta Royal viajó a España con Muiño-Alippi, pero sin Michetti.
En un reportaje de 1935 Michetti opinó que una de las razones por las cuales  las orquestas típicas dejaron de utilizar flautas fue que eran muy escasas en aquella época y era difícil encontrar flautista, por lo que se habituaron a prescindir de ese instrumento; por otra parte, se comenzó a utilizar el bandoneón para suplir las notas semicorcheas que hacía la flauta.

## Compositor
Entre sus obras se recuerdan los valses Elvirita, Sembró tu corazón, Tierno amor y Tus besos y los tangos Barón, El botellero, Eres tremenda, Falsa, Negrita cruel, El Pochocho y Quién te iguala, que fue registrado por Roberto Firpo en 1916, Juan D'Arienzo en 1941, Carlos Di Sarli en 1952, Cuarteto Enrique Mora en 1953 y por Cuarteto Del Centenario en 1975, entre otros.